# Urban VI.
Urban VI., ursprünglich Bartolomeo Prignano, (* ca. 1318 in Neapel; † 15. Oktober 1389 in Rom) war von 1378 bis 1389 römisch-katholischer Papst. Er ist der bislang letzte Papst, der vor seiner Wahl kein Kardinal war.

## Leben

### Ausbildung und klerikale Karriere
Prignano promovierte zum Dr. iur. utr. und wurde anschließend in Neapel Professor und ein angesehener Kanonist.
Ab 1363 war Bartolomeo Prignano Erzbischof von Acerenza, bis er 1377 zum Erzbischof von Bari erhoben wurde. Er besaß bereits eine langjährige Erfahrung in der Kurie, als ihn Papst Gregor XI. nach seiner Rückkehr nach Rom 1377 zum Leiter der päpstlichen Kanzlei ernannte.
Bei der Rückkehr des Papstes nach Rom standen im Kardinalskollegium achtzehn französische Kardinäle vier italienischen und einem spanischen gegenüber. Von den achtzehn Franzosen hatten sich sechs überhaupt geweigert, Avignon zu verlassen. Ein weiterer Kardinal war Legat in der Toskana. Von den restlichen elf Kardinälen stammten dank der Ernennungen der letzten Päpste allein sieben aus dem Limousin. Für die Limousiner Kardinäle war nur ihre Heimatprovinz wichtig und nicht die Weltkirche. Am nun ausbrechenden Abendländischen Schisma trugen der Nepotismus und Provinzialismus der Päpste von Avignon eine indirekte Mitschuld. Das Schisma dauerte 39 Jahre. In dieser Zeit wurden sechs Gegenpäpste ernannt.

### Pontifikat und Schisma

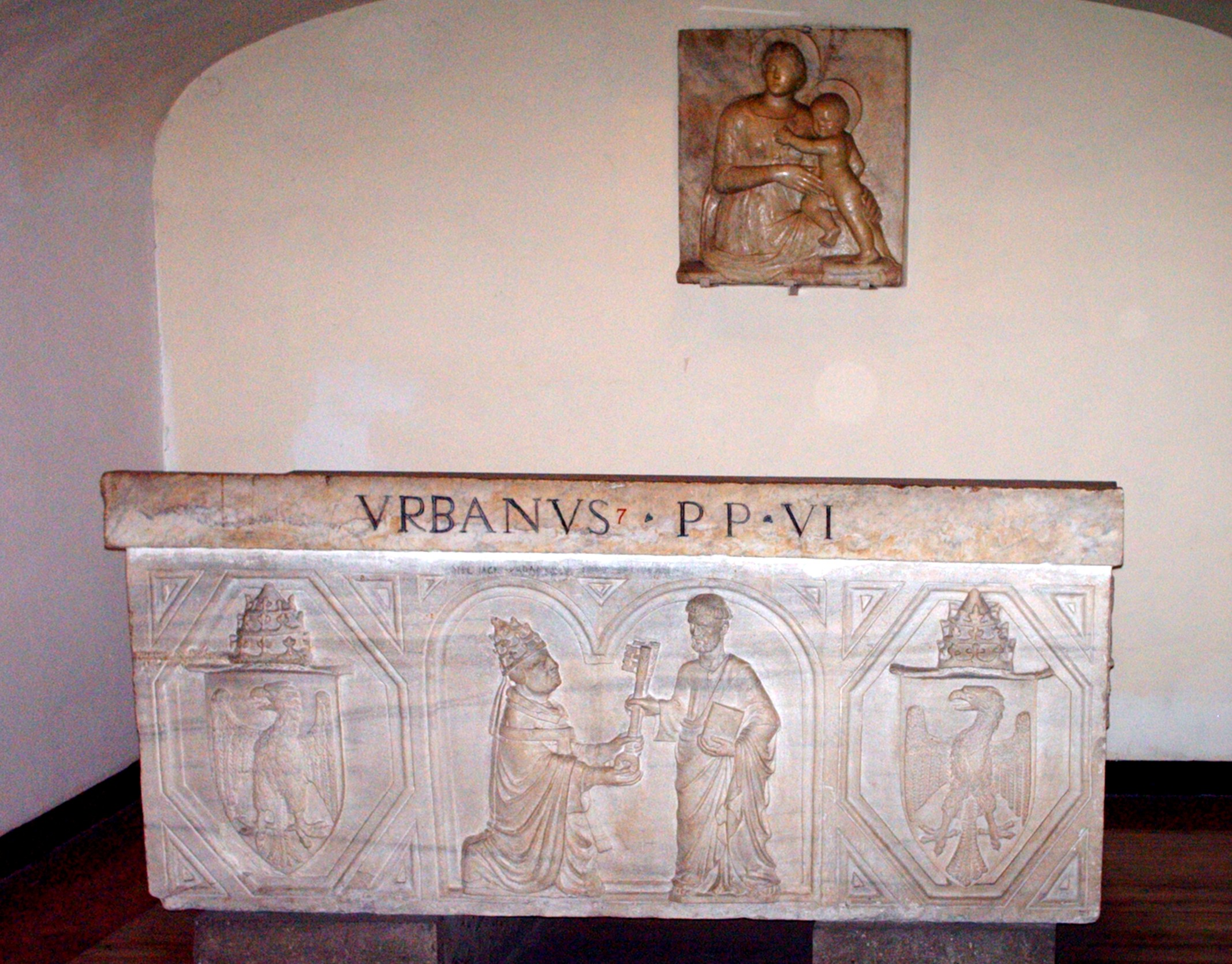
Das Grab von Urban VI. in den Vatikanischen Grotten unter dem Petersdom

Wappenschild Urbans VI.

Das Konklave nach dem Tode Gregors XI. stand unter starkem Druck der römischen Bevölkerung, die einen Papst aus Rom als Nachfolger Gregors XI. forderte. Unter diesen Umständen wählte das Kardinalskollegium am 8. April 1378 Bartolomeo Prignano aus Neapel zum Papst. Nach seiner Wahl nahm er den Papstnamen Urban VI. an und blieb bis heute der letzte Papst, der zum Zeitpunkt seiner Wahl dem Kardinalskollegium nicht angehörte.
Schon vor der Wahl Urbans existierte im Kardinalskollegium der Drang zur Rückkehr nach Avignon. Auch hatten die Kardinäle geglaubt, dass der neue Papst, wie die Päpste zuvor weiterhin vor allem französische Interessen vertreten würde, da er aus dem Reich Johannas I., die Angehörige des französischen Hauses Anjou war, stammte. Doch Urban VI. lehnte die Rückkehr nach Avignon kategorisch ab und maßregelte die Kardinäle öffentlich. Als er mit der Ernennung von 29 neuen Kardinälen, von denen nur drei Franzosen waren, die französische Dominanz im Kardinalskollegium gebrochen hatte, verließen dreizehn Kardinäle Rom und reisten nach Fondi. Zusammen mit dem aragonesischen Kardinal Pedro de Luna und unterstützt vom französischen König Karl V. wählten sie am 28. September 1378 Clemens VII. zum Gegenpapst, womit das Schisma vollzogen war. Außerdem verfassten die Kardinäle eine Erklärung, in der es hieß, dass sie seinerzeit zur Wahl Papst Urbans VI. genötigt worden seien. Danach reisten die 14 Kardinäle nach Avignon, der Gegenpapst folgte ihnen später.
Die päpstliche Bulle der Gründung der späteren Ruprecht-Karls-Universität Heidelberg wurde von Papst Urban VI. in Genua am 23. Oktober 1385 unterschrieben. Die Gründungsurkunde für die mittelalterliche städtische Universität zu Köln unterzeichnete er am 21. Mai 1388 in Perugia. Im Jahr 1389 reduzierte er die Wartezeit zwischen den Jubeljahren von 50 auf 33 Jahre.
Ursprünglich persönlich sparsam und tatkräftig, verkehrten sich diese Züge Urbans VI. mit der Zeit immer mehr ins Gegenteil. Autoritäres Verhalten, Rechthaberei und Starrsinn bestimmten sein Bild. Nepotismus und die Zerrüttung der Finanzen verdüsterten es. Seine starre Haltung vertiefte zudem das westliche Schisma, das bis 1417 andauern sollte. Das Schisma entzweite nicht nur Päpste, Kardinäle, Orden und Völker, sondern auch Heilige. Katharina von Siena stand auf der Seite Papst Urbans VI. Sie schrieb ihm dennoch: „Gerechtigkeit ohne Barmherzigkeit würde mehr Ungerechtigkeit sein als Gerechtigkeit“. Auf der Seite des Gegenpapsts Clemens VII. stand dagegen Vinzenz Ferrer, ein Prediger des Dominikanerordens.
Auf der Seite Roms standen: das Heilige Römische Reich, das nördliche Italien, England, Ungarn, Polen, die Grafschaft Flandern und die nordischen Königreiche. Dagegen unterstützten Frankreich, Sizilien, Schottland, die Grafschaft Savoyen, Aragon, Kastilien, Navarra, Portugal, Zypern und Teile Deutschlands Papst Clemens in Avignon. Johanna I. von Neapel war eine schwache Herrscherin und pendelte haltlos zwischen Papst und Gegenpapst. Sie wurde schließlich auf Betreiben Papst Urbans VI. von Karl von Durazzo, seinem Nepoten, ermordet. Karl von Durazzo wurde ihr Nachfolger und nannte sich als König von Neapel Karl III. Danach wollte der Papst mehrere Provinzen des Königreichs Neapel für den Kirchenstaat einnehmen, zunächst auf diplomatischem Weg, anschließend mit seiner Armee. Nach erfolgloser Belagerung zog er sich auf seine Festung Nocera zurück, wo er Karl III. bannte. Nachdem sich sechs Kardinäle deshalb gegen ihn verschworen hatten, ließ er diese gefangen nehmen und in einer Zisterne inhaftieren. Auf der Flucht aus der von dem König von Neapel belagerten Festung per Schiff nahm er die Kardinäle mit nach Genua. Dort angekommen, ließ Urban VI. fünf von ihnen am 15. Dezember 1386 am Meeresstrand hinrichten, trotz Interventionen des Dogen von Genua, Antoniotto Adorno, und zahlreicher Bürger der Stadt. Den sechsten Kardinal, einen Engländer, verschonte Urban VI. aus Furcht vor König Richard II. von England. Auch die römische Bevölkerung revoltierte gegen Urban, so dass er nur mittels Kirchenbann und Interdikt nach Rom zurückkehren konnte.

### Tod
Bereits ein Jahr nach seiner Rückkehr starb Urban VI. in Rom, möglicherweise von seinen Feinden vergiftet. Sein Tod löste im Vatikan allgemeine Freude aus.

## Besonderheit
Urban VI. ist bis heute der letzte Papst, der kein Kardinal war.